# غريس أومالي
غريس أومالي (بالإنجليزية: Grace O'Malley)‏ هي قرصانة أيرلندية، ولدت في 1530 في مقاطعة مايو في جمهورية أيرلندا، وتوفي بنفس المكان في 1603.
ملكة Umaill، والزّعيمة، المتمرّدة، البحّارة، والقائدة الشّجاعة لإيرلندا. المعروفة باسم ملكة القراصنة في إيرلندا.

## حياتها المبكّرة
ولدت غريس في أومالي، حيث كان يسيطر والدها على جنوب غرب مقاطعة مايو. في جزيرة كلير، شاركت في مشروع الملاحة البحريّة في أومالي منذ الطّفولة، وشاركت في مهامّ النّهب والقرصنة.
عام 1546 في سنّ السّادسة عشر تزوّجت غريس من الزّعيم دونيل أوفلاهرتي. أنجبت منه ثلاثة أطفال: دونيل أوفلاهرتي أوين؛ الذّي قتل في سنّ الرّشد على يد الحاكم البريطانيّ ريتشارد بينغهام، الّذي حارب ضدّ أومالي لسنوات عديدة؛ "ميف" الّتي ورثت روح والدتها القتالية؛ و "مورو" الّذي خان عائلته وشعبه على ما يبدو. فبعد مقتل شقيقه انضمّ إلى بينغهام والقوّات الإنجليزيّة.
لم تصبح غريس حاكمة بدلا من زوجها، بعد مقتله عام 1565 في صراع مع أفراد قبيلة مجاورة للسّيطرة عليها. ولكن عند عودتها إلى منزل والدها انضمّ إليها 200 من محاربيه.

## زواجها الثّاني
كان زواج غريس الثّاني عام 1567 زواجًا سياسيًّا. حيث كان عليها أن تُوحّد قواها ضدّ الإنجليز، من أجل ضمان استمرار استقلال المقاطعة الّتي تسيطر عليها، لذلك اقترحت الزّواج من ريتشارد بورك. تمّ توقيع عقد الزّواج بينهما لمدّة عام، وفي نهايته طلبت غريس الطّلاق.(لكن على ما يبدو لم يتمّ الطّلاق)
في عام 1583 توفّي زوج غريس، أهمّ حليف لها، ريتشارد بورك، حيث قتل على يد أفراد من مكماهون المنافسة. بعدها أبحرت غريس إلى قلعة مكماهون حيث قَتَلَت قتلة عشيقها.

## كانت غريس شخصيّة رئيسيّة في غرب ساحل إيرلندا في القرن السّادس عشر. فقد كان لديها إمبراطوريّة بحريّة صغيرة: جزء من التّجارة، جزء من المُرتزقة وجزء من القرصنة.[7]
تشير السّجلّات التّاريخيّة الإنجليزيّة إلى أنّ سفن غريس كانت كبيرة الحجم، وكلّ منها يمكن أن تحمل 200 رجل.
قدّمت غريس أيضًا نوعًا جديدًا من القرصنة، وهو تحصيل الرّسوم في البحر من أجل المرور الآمن. فقد أخذت غريس وعشيرتها رسومًا على السّفن، الّتي حافظت على مرورها بشكل غير قانونيّ، من خلال المياه الّتي تسيطر عليها عشيرة أومالي لأجيال.
كان لأومالي روابط تاريخيّة تجاريّة راسخة مع إسبانيا حيث استوردوا العناصر، مثل: الحديد والأسلحة والنّبيذ مقابل براميل من الأسماك المُمَلّحة والأصواف، وجلود الماشية والشّحم.
عندما عادت غريس إلى منزل والدها في كلير، بعد وفاة أوفلاهرتي، كانت غريس مجهّزة بثلاث سفن سريعة والعديد من القوارب. كان أسطولها في السّفن مناسبًا للمياه الضّحلة وأقلّ ًللبحر المفتوح .
تضمّن نشاطها التّجارة وتحصيل رسوم حماية المرور من الصّيادين والتّجار، الّذين وصلوا إلى شواطئها غرب إيرلندا.
على الرّغم من أنّها قضت معظم وقتها في البحر إلّا أنّها سيطرت على أربع قلاع على الاقلّ، وذلك بشكل أساسيّ في انتقاميّة لموت أحبّائها. وبهذه الطّريقة زادت، بشكل ملحوظ، المناطق الواقعة تحت سيطرتها.

## لقاؤها مع الملكة إليزابيث
في عام 1591 سُجٍنَت غريس وحُكِم عليها بالإعدام شنقًا. ولكنّ الحكم لم ينفّذ في النّهاية، وتمّ إطلاق سراحها بفضل أنصارها من الإدارة القديمة. وعند إطلاق سراحها لم يكن لدى الزّعيمة الإيرلنديّة "غريس أومالي" أيّ وسيلة للعيش، فاختارت أن تلجأ إلى منافستها اللّدودة الملكة إليزابيث الأولى، فطلبت من الملكة أن تعتني باحتياجاتها بينما غادرت لتعيش، وبالمقابل وعدت بانّها ستقاتل أعداء الملكة بالسّيف والنار .
وعندما قبض على أخيها في عام 1593 بتهمة قتل جنود إنجليز وابنها " تيبو بورك" بتهمة التمرّد، أثناء مواجهتهما أحكامًا بالإعدام، قرّرت غريس بدء لقاء مع الملكة. أبحرت إلى شواطئ إنجلترا، والتقت بإليزابيث الأولى في قصر غرينيتش.
لم تركع غريس أمام الملكة، بل تصرّفت كملكة أمام ملكة، ولم توافق على التخلّي عن الخنجر، ومع ذلك كتبت الملكة إلى ريتشارد بينغهام تطالبه بالإفراج عن أفراد عائلة أومالي.

## وفاتها
توفّيت غريس عن عمر يناهز 73 عامًا، على الأرجح في قلعة "كاريجاهولي"، ودُفِنَت في جزيرة "كلير"  ويُقال إنّها تُوفّيت في نفس العام الّذي توفّيت فيه الملكة أليزابيث الأولى.